# Кърт Хокинс
Брайън Джоузеф Майерс (роден на 20 април 1985 г.) е американски професионален кечист, по-известен с името си Кърт Хокинс и времето си в Световна федерация по кеч Хокинс се обединява с Зак Райдър още от началото на кариерата си и двамата печелят няколко отборни титли от малки федерации, а впоследствие и WWE Tag Team Championship през 2008. След раздялата си с Райдър, Хоукинс постепенно става джобър(кечист, който постоянно губи и кара други кечисти(обикновено нови, какъвто е и Хоукинс през 2008) да изглеждат по-силни. След кратък отбор с Венс Арчър, през 2011 Хоукинс създава по успешен такъв, заедно със Тайлър Рекс когато са изпратени в NXT, като основната им вражда е с Йоши Тацу и Трент Барета. Двамата са част от хилядния епизод на Първична сила, като заедно с още няколко кечиста се опитват да нападнат Гробаря и Кейн, но не успяват. Отборът с Рекс е прекратен през 2012, след като вторият решава да се откаже от кеча. На 12 юни 2014, WWE съобщава че Хоукинс е освободен от договора си. Скоро, Хоукинс започва да се появява на независимата кеч сцена под истинското си име Брайн Майерс.

### Завършващи Движения
- опита на болката (Taste Of Pain)
- смехът на раят (Laugh Riot)
- лакът от въжетата (Heat-Seeking Elbow)
- мракът (Upside Down Frown)
- Гърботрошач (Spinning Spinebuster)
- Корем до гръб суплекс (Belly To Back Suplex)

- Прякори
  - The Party Starter

- Интро песни
  - What I Want By Daughtry (DSW/OVW) (2004-2007)
  - In The Middle Of It Now By Disciple (WWE) (2008-момента)

#### Титли и отличия
- Deep South Wrestling
  - DSW Tag Team Championship (1 път) – с Брет Маджорс

- Florida Championship Wrestling
  - FCW Florida Tag Team Championship (1 път) – с Кайлен Крофт и Трент Барета

- Pro Wrestling Illustrated
  - PWI го класира #141 от 500-те най-добри кечисти в PWI 500 през 2008

- World Wrestling Entertainment
  - WWE Tag Team Championship (1 път) – с Зак Райдър